# Hieracium angustisquamum
Hieracium angustisquamum es una especie de planta con flor del género Hieracium, de la familia Asteraceae, orden Asterales.

## Distribución
Hieracium angustisquamum se distribuye por Inglaterra e Irlanda.

## Taxonomía
Fue descrita científicamente por (Pugsl.) Pugsl. Fue publicada en J. Bot. 79: 197 (1942).